# Burg Ziesar
Die Burg Ziesar ist eine der wenigen erhaltenen Bischofsresidenzen in Brandenburg. Die Niederungsburg liegt am südlichen Rand der Kleinstadt Ziesar, am östlichen Ufer des Kobser Bachs. Die Burg Ziesar war Residenz des Fürstbischofs des Hochstifts Brandenburg und Bischofs des Bistums Brandenburg.

## Geschichte

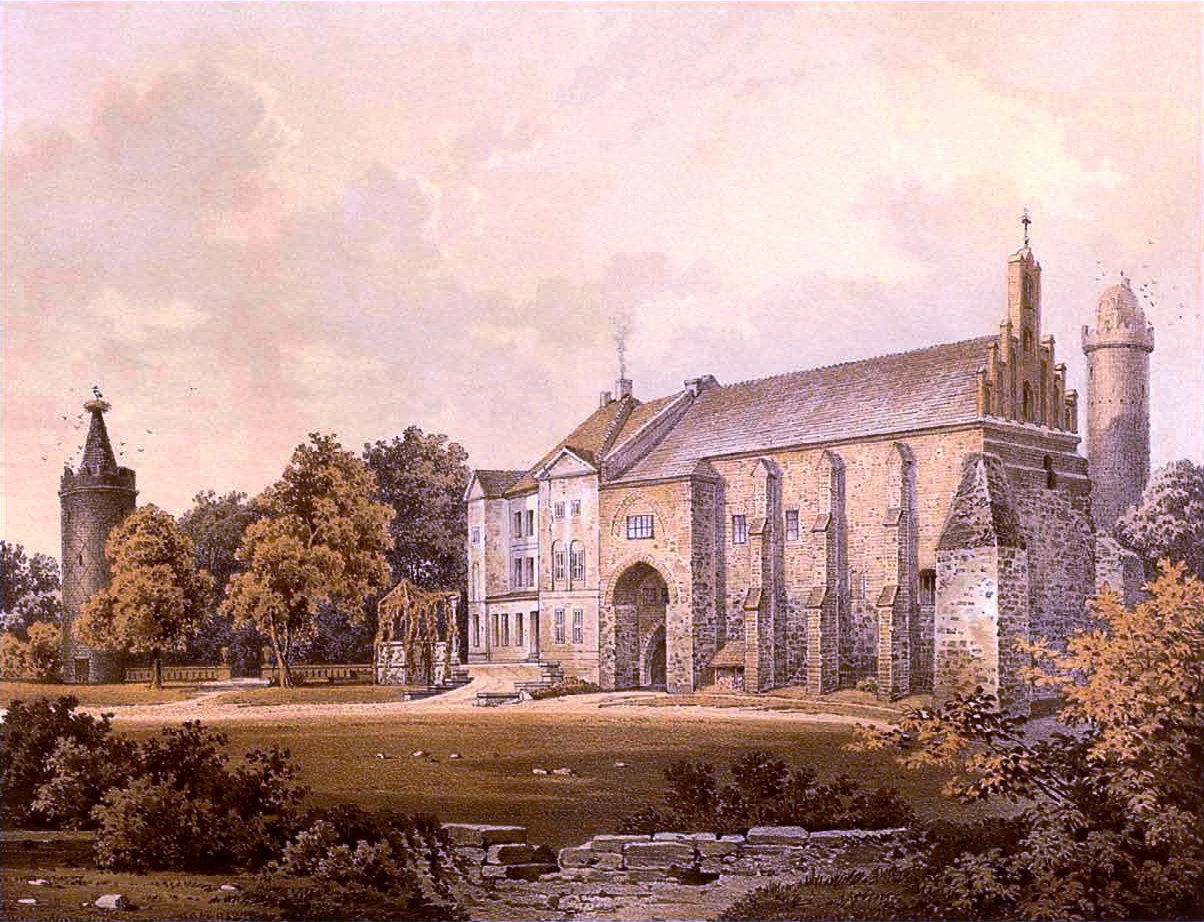
Friedrich Wilhelm Ferdinand Theodor Albert, Burg Ziesar um 1860, kaum anders als heute, Sammlung Alexander Duncker

Erstmals erwähnt wurde Ziesar in der Stiftungsurkunde des Bistums Brandenburg im Jahr 948 als civitas ezeri. Der Kaiser übertrug dem von ihm neu gegründeten Bistum die Orte Pritzerbe und Ziesar mitsamt den umliegenden Ländereien. Da es 983 zu einem Aufstand der Slawen kam, bei dem Brandenburg mitsamt seinen umliegenden Gebieten und somit auch Ziesar in die Hände heidnischer Slawen zurückfiel, lebten die Bischöfe ab dieser Zeit zwar formal in kontinuierlicher Besetzung, jedoch im Exil in Magdeburg als Titularbischöfe und hatten keine Herrschaft über ihre Gebiete im Osten. Dieser Zustand bestand fast 200 Jahre, bis 1157 Albrecht der Bär Brandenburg zurückerobern konnte. Die Burg in Ziesar wurde Nebenresidenz der Bischöfe von Brandenburg. Ab 1213 ließ Bischof Balduin die Sumpfburg im moorigen Gebiet südlich der Stadt in Backsteinbauweise umbauen. Zu dieser Zeit waren Brandenburg an der Havel, die Burg Pritzerbe und Ziesar wechselnde Residenzen der Fürstbischöfe. Der Ort Ziesar und einige andere Orte gehörten nicht zur Mark Brandenburg, sondern als bischöfliches Territorium zum Hochstift Brandenburg.
Unter Bischof Ludwig Schenk von Neindorf wurde die Burg Ziesar, am bedeutenden Handelsweg, der Heerstraße Brandenburg–Magdeburg gelegen, weiter ausgebaut und nach 1327 feste Residenz der Bischöfe von Brandenburg und Verwaltungszentrum für das Bistum und das Hochstift. Den bis heute bedeutendsten Umbau der Burg führte allerdings erst Bischof Dietrich IV., der 1459 bis 1472 das Kirchenamt innehatte, durch. In seiner Herrschaftszeit entstand die 1470 geweihte Burgkapelle St. Peter und Paul und die Wohngebäude wurden zu schlossartigen Bauwerken umgebaut. Um das Jahr 1535 ließ Bischof Matthias von Jagow dem Bergfried als Zeichen der kirchlichen Hoheit über die Burg eine sogenannte Bischofsmütze aufsetzen. Unter dem Kurfürsten Joachim II. änderten sich die Besitzverhältnisse grundlegend. 1539 führte er im Kurfürstentum Brandenburg die Reformation ein und wenige Jahre später, 1560 ging mit der Säkularisation der kirchliche Besitz in Ziesar auf den Kurfürsten über. Die Burg wurde zum Witwensitz der brandenburgisch-kurfürstlichen Familie sowie Sitz des neu geschaffenen kurfürstlichen Domäneamtes Ziesar. Zur Region wiederum gehörte das politische Amt Ziesar, verwaltet von einem Amtshauptmann, zuweilen in Personalunion mit dem Amt Zinna zwischen Luckenwalde und Jüterbog.
Seit 1691, nach dem Toleranzpatent des Großen Kurfürsten Friedrich Wilhelm von 1685, dem sogenannten „Edikt von Potsdam“ kamen calvinistische Glaubensflüchtlinge aus Frankreich, die Hugenotten in die Gegend um Ziesar. Diese nutzten in der Folge die Burgkapelle für ihre Gottesdienste. Sie übermalten die mittelalterlichen Malereien in der Kapelle mit weißer Kalkfarbe. Auf diese Weise konservierten die Hugenotten unbeabsichtigter Weise die mittelalterlichen Malereien über die Jahrhunderte. Nachdem die Calvinisten im Zuge der preußischen Kirchenunion von 1817 im Jahr 1830 aus der Burgkapelle gezogen waren und nun an den Gottesdiensten in der Stadtkirche St. Crucis teilnahmen, diente die Burgkapelle zeitweise als Lagerraum.
1819 wurde die Burg an private Besitzer verkauft. Im Jahr 1829 wurden die schon stark beschädigten Gebäude der Vorburg abgerissen. Lediglich der so genannte Storchenturm und ein kleines Nebentor des ursprünglichen Zuganges zur Vorburg blieb erhalten. 1917 wurde die Burg Ziesar zusammen mit den umliegenden Ländereien durch den Geheimen Kriegsrat Paul Schneider vom Rittergutsbesitzer Sachsenberg erworben und bis zur Enteignung durch die sowjetische Militäradministration 1945 als landwirtschaftlicher Betrieb geführt.

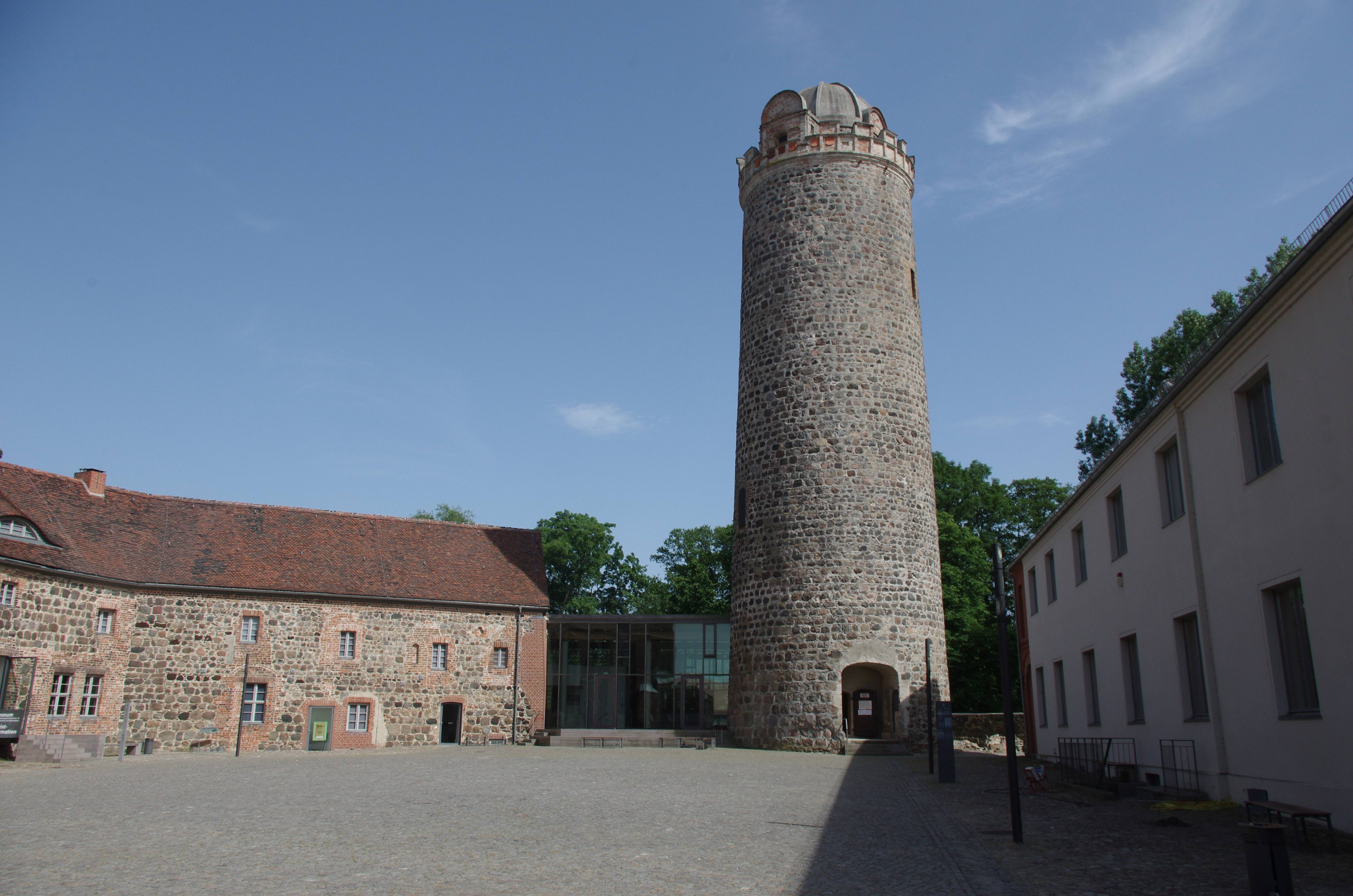
Zwischenbau, Bergfried, rechts der Südbau, ehem. Internat der EOS Ziesar, heute Sitz des Amtes Ziesar

Nach dem Zweiten Weltkrieg wurden zunächst Flüchtlinge auf der Burg untergebracht. 1952 begann die Nutzung der Burgkapelle durch die katholische Kirchengemeinde Ziesar. Nach der Unterbringung der Flüchtlinge wurde von 1955 bis 1993 ein Schulinternat für die Erweiterte Oberschule Ziesar in den Gebäuden betrieben. Zur Zeit der Wiedervereinigung war aufgrund ausgebliebener Sanierungsmaßnahmen der Erhaltungszustand der Burg und der zugehörigen Anlagen, wozu auch ein damals der Öffentlichkeit zugängliches vom Geheimen Kriegsrat Schneider privat finanziertes Schwimmbad gehörte, ausgesprochen schlecht. Zunächst wurde das Schulinternat noch für einige Jahre in den alten Räumen weitergeführt, ungeachtet der maroden Bausubstanz. Schließlich kam es zur Schließung des Internats und die Räume wurden der Verwaltung des Amtes Ziesar zur Verfügung gestellt. In der Folgezeit wurde die Instandsetzung der Anlage vorangetrieben.

## Anlage

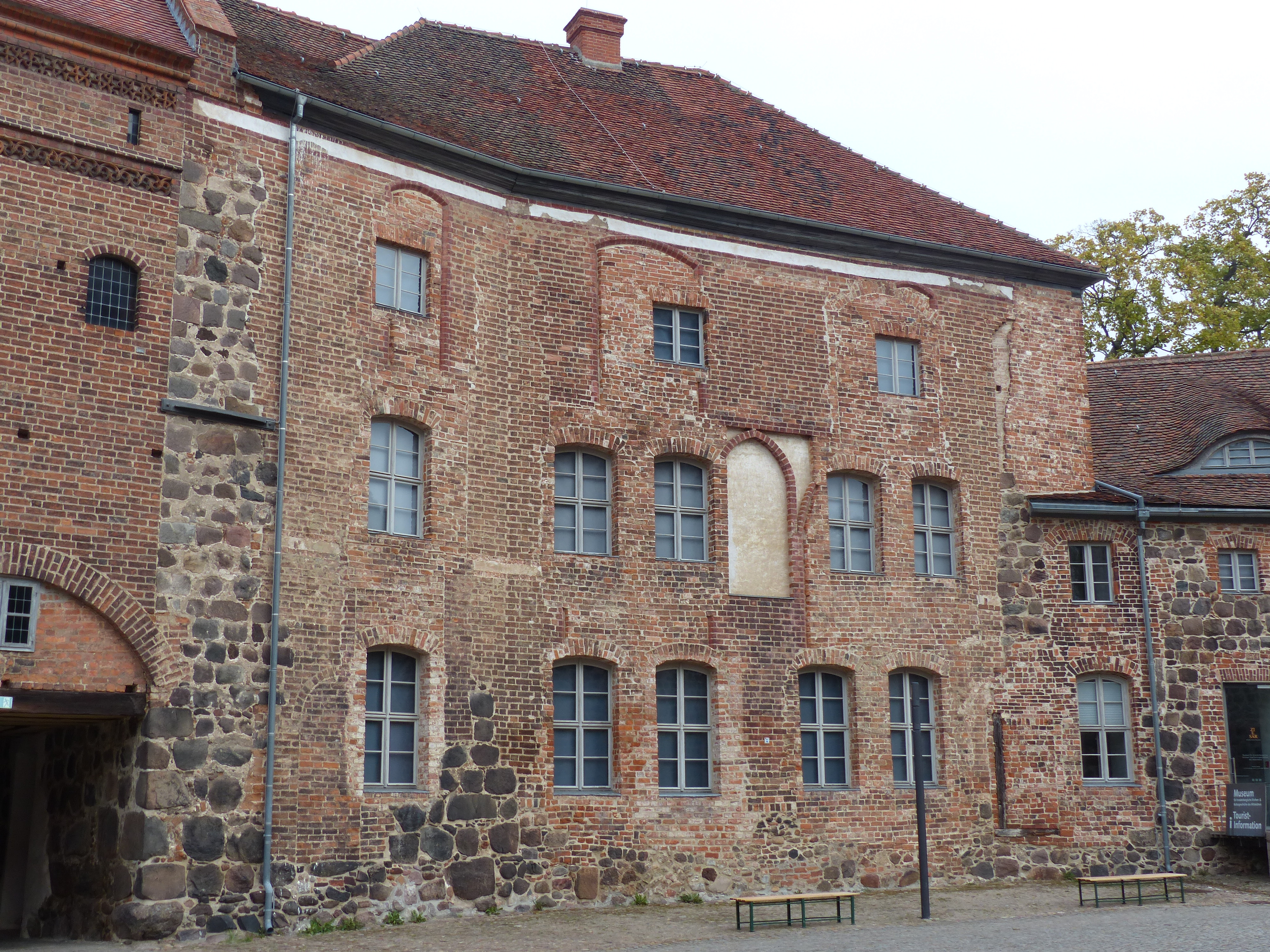
Gotische Hofseite des Palas

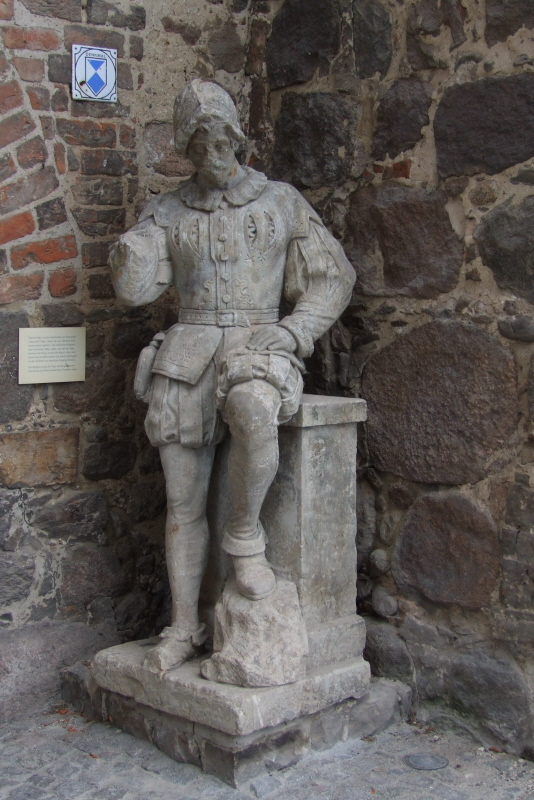
Wächterfigur an der Tordurchfahrt

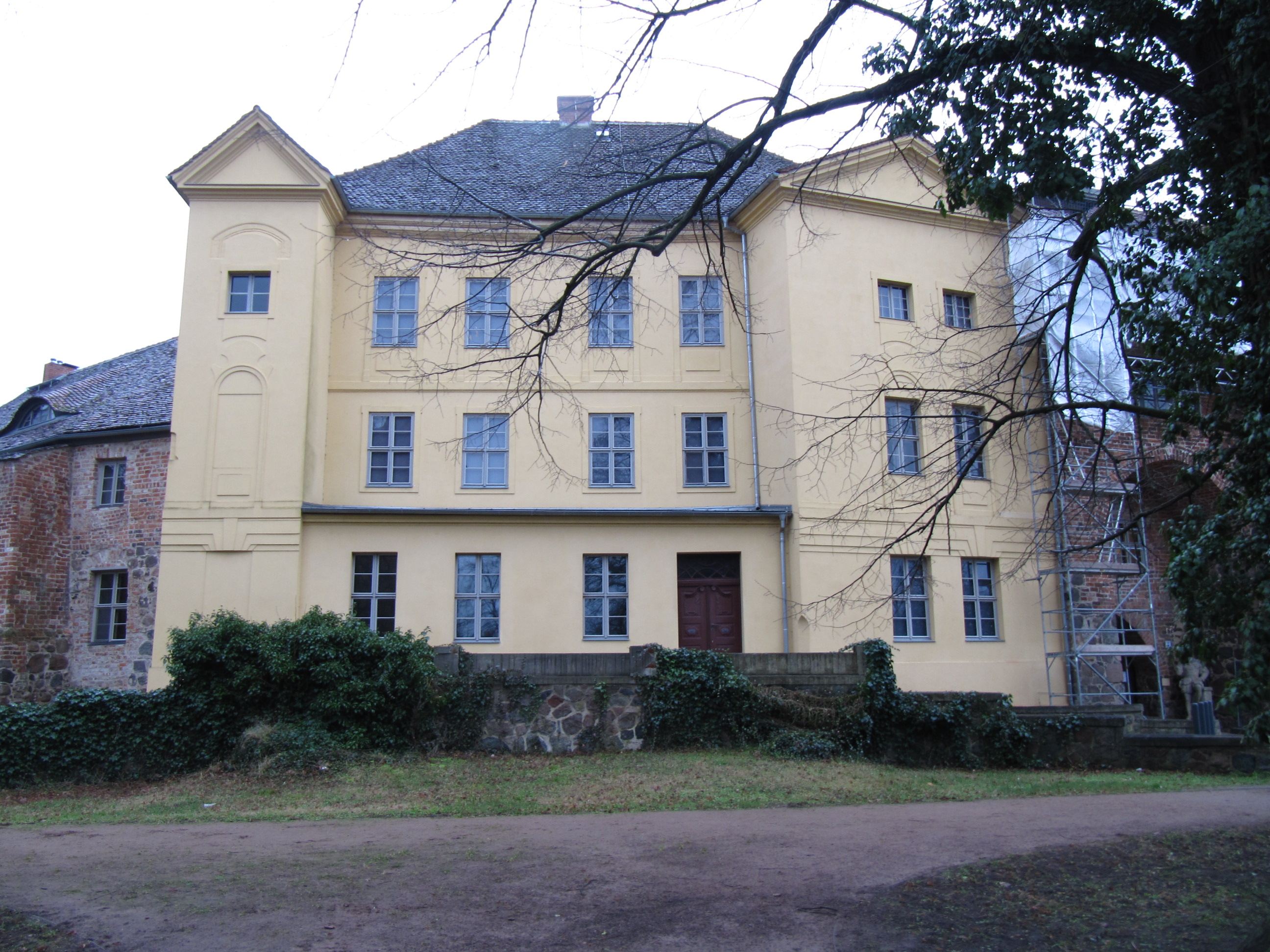
Klassizistisch umgestaltete Feldseite des Palas

Das weithin auffälligste Gebäude der Burg Ziesar ist der aus Feldsteinen gemauerter 35 Meter hohe Burgfried, der im Südosten der Anlage steht. Er verfügt über einen segmentbogigen Zugang vom Hof, fünf schmale rechteckige oder spitzbogige Fenster im Aufgang und eine sogenannte Bischofsmütze, eine Wachstube auf seiner Spitze. Vor dieser Bischofsmütze kann man noch die Zinnen der alten Brustwehr erkennen. Der Burgfried kann als Aussichtsturm bestiegen werden.
Rechts neben der Kapelle befindet sich der Palas der Burg. Dieser ist dreigeschossig. Im Innenhof kann man Reste mehrerer Fenstergenerationen erkennen. Die Fenster in den unteren beiden Stockwerken sind segmentbogig. Hier erkennt man jedoch vorbestehende spitzbogige Fenstergenerationen. Die Fenster des obersten Stockwerks sind rechteckig und erkennbar sind segmentbogige Vorgängerkonstruktionen. Die Wand ist im Hof unverputzt. Man erkennt das Mauerwerk aus Feld- und Backsteinen. Die Außenfassade des Palas besitzt nach dem Umbau 1728 eine barocke Gestalt. Sie ist verputzt. Der Putz wurde bei der letzten Sanierung in einem gelblichen Farbton gestrichen. Auffällig sind zwei verzierte Seitenrisalite. Östlich dieses Haupthauses schließt sich ein heute zweigeschossiger Gebäudeflügel an, der nach außen und innen unverputzt ist. Auch hier wurden sowohl Feld- als auch Ziegelsteine verbaut. Im Dachgeschoss befindet sich nach außen und innen jeweils eine Fledermausgaube. Am abschließenden Giebel erkennt man ein Fachwerk.
Die Verbindung zwischen Gebäudeflügel und dem Burgfried stellt ein moderner Verbindungsbau in Glasbauweise her. Den südlichen Abschluss des oberen Burghofs bildet ein ehemaliges Verwaltungsgebäude, in dem heute die Verwaltung des Amtes Ziesar ihren Sitz hat. Das Gebäude ist saniert. An einigen Flächen ist das ursprüngliche Mauerwerk zu erkennen. Diesem Gebäude wurde ein moderner Südflügel angebaut. Im unteren Burghof stehen heute noch einige teilweise ausgebaute Stall- und Betriebsgebäude.
Vor dem Haupttor unterhalb des Chores der Kapelle befindet sich eine Wächterfigur. Diese ist ein Werk aus dem Atelier von Alexander Calandrelli. Paul Schneider hatte vier solcher Figuren in den 1920er Jahren erworben und an der Zufahrt der Burg aufgestellt. Heute sind nur noch zwei Figuren auf der Burg vorhanden. Eine zweite befindet sich vor dem sogenannten Storchenturm. Dieser mittelalterliche Wehrturm aus Ziegelsteinen steht etwa dreißig Meter von der Durchfahrt zum Innenhof entfernt im Park um die Burg. Er wurde im 15. Jahrhundert errichtet und ist der letzte erhaltene Teil der ehemaligen Vorburg.

## Kapelle St. Peter und Paul

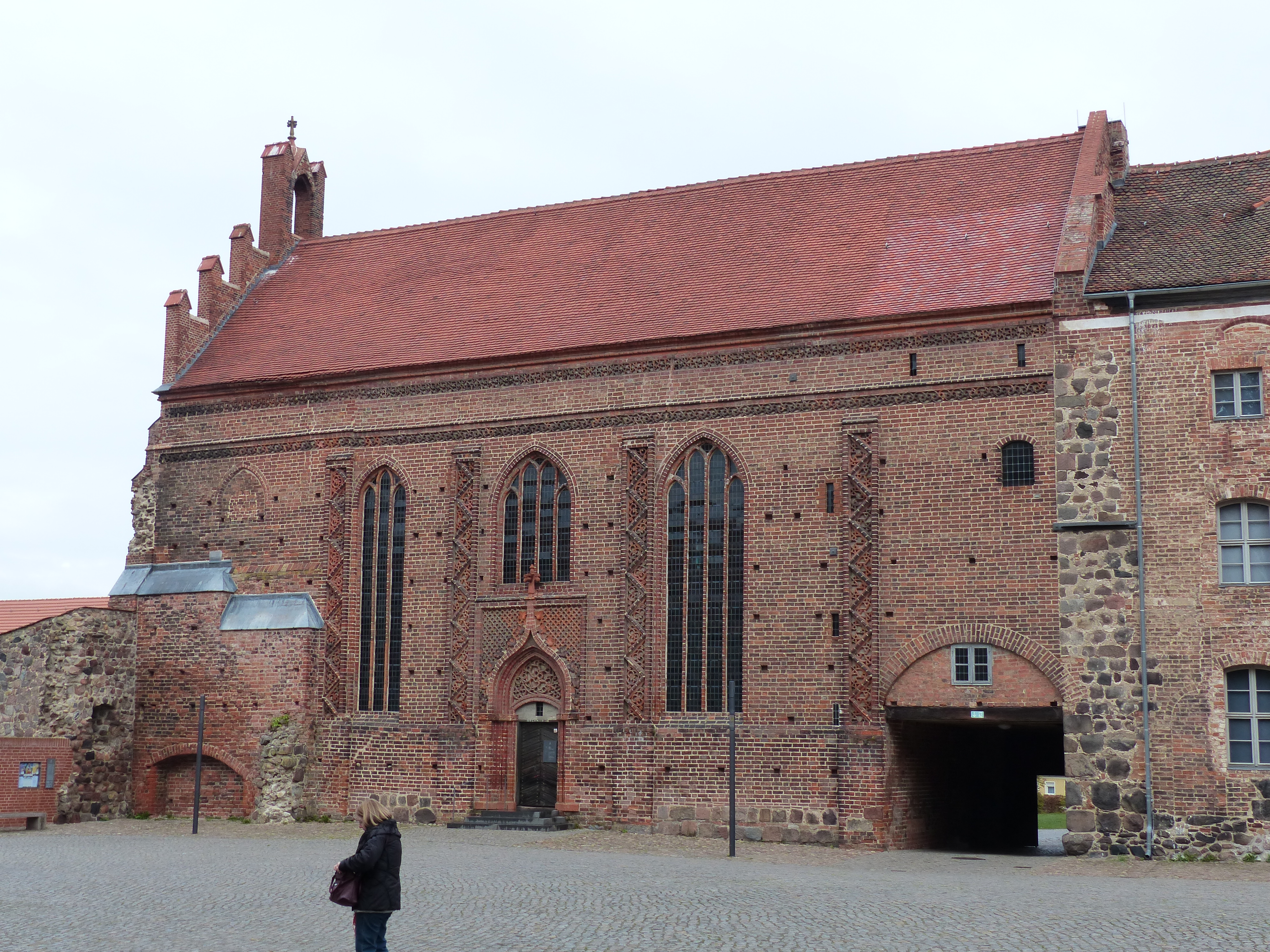
Kapelle vom Burghof

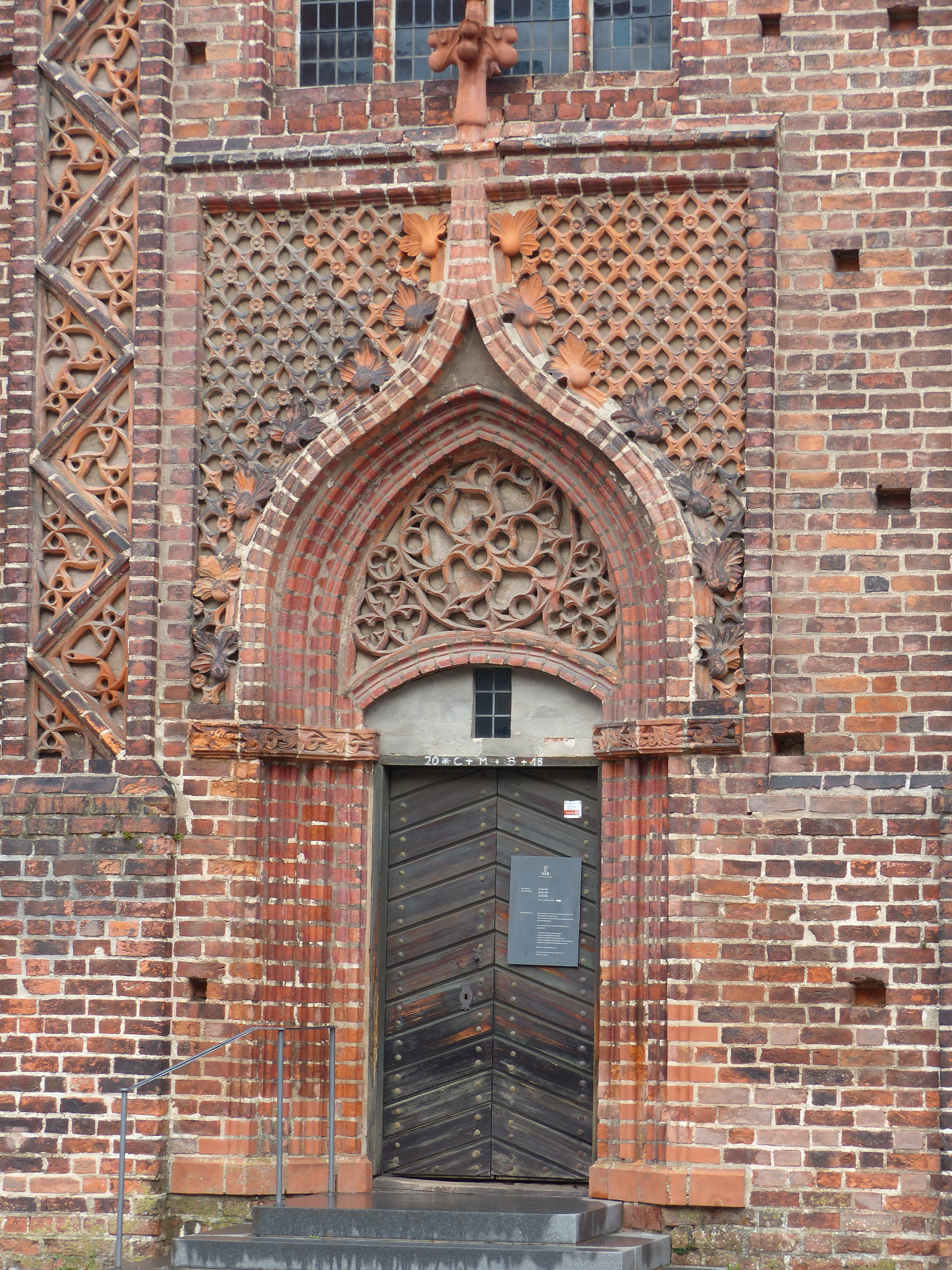
Portal der Kapelle

Die Burgkapelle St. Peter und Paul befindet sich links beziehungsweise oberhalb des Haupteingangs zum oberen Burghof. Sie bildet den westlichen Teil der nördlichen Begrenzung dieses Hofs. Sie wurde im gotischen Baustil aus rotem Backstein errichtet. Auffällig ist das südliche Stufenportal. Dieses ist im inneren Anteil spitzbogig, wobei der Spitzbogen im oberen Anteil mit einem Tympanon verziert ist. Die Unterkante des Tympanons bildet einen Segmentbogen. Unterhalb des Tympanon wurde die Tür noch etwas zugesetzt, sodass die Doppelflügeltür eine rechteckige Form erhält. Äußerster Bogen des Stufenportals ist ein Kielbogen mit einer auffälligen Kreuzblume. Über dem Portal findet sich ein viergeteiltes Spitzbogenfenster. Ebenfalls viergeteilt ist das hohe Spitzbogenfenster rechts des Portals. Das Fenster links vom Eingang ist dreigeteilt spitzbogig. Zwischen den Fenstern und seitlich von ihnen befinden sich vertikale Schmuckelemente, die lisenenartig die Wand verzieren. Der westliche Abschluss des Kapellendachs wurde als Staffelgiebel konstruiert.
Im Inneren der Kirche findet sich hinter dem Altar ein Heiligenrelief. Die Wände und die spitzbogige Gewölbedecke sind mit reichen Verzierungen bemalt. Die Deutsche Stiftung Denkmalschutz bezeichnet die Burg Ziesar insbesondere wegen ihrer fast vollständig erhaltenen Gewölbe- und Wandmalereien in der Burgkapelle als „ein Kunstdenkmal von europäischem Rang.“
Eine gemauerte Empore erstreckt sich auf der westlichen und auf Rundbögen ruhend auf der nördlichen Seite. In der Westwand befinden sich zwei segmentbogige Verblendungen.
In den Jahren 2002 bis 2008 wurden im Inneren der Burgkapelle umfangreiche Restaurierungsmaßnahmen durchgeführt. Dabei wurden die Wandmalereien im Kircheninneren unter der Kalkfarbe wieder zum Vorschein gebracht. Dass sich bereits in den 1930er Jahren die Wandmalereien unter der Kalktünche abzeichneten, zeigt die Beschreibung des Kunsthistorikers Udo von Alvensleben:

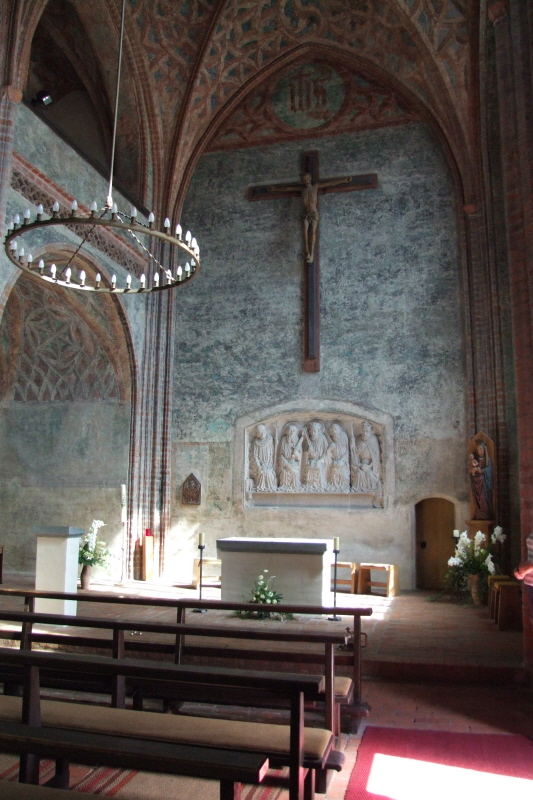
Inneres der Kapelle

„Auf der Burg von Ziesar, einst eine Residenz der Bischöfe von Brandenburg, entdecke ich eine spätgotische Backsteinkapelle, die mit St. Stephan in Tangermünde und Brandenburger Bauten verwandt ist. Es ist eine der eigentümlichsten und schönsten Innenräume der nordischen Backsteingotik. Nie kommt jemand in das sehr entlegene und völlig unbekannte Ziesar. Die Kapelle ist ganz leer, bis auf einen gemauerten, mit einer Steinplatte bedeckten Altar, über dem ein Weihrelief mit fünf Heiligen von 1470 eingelassen ist. Die spätgotische Bemalung ist fast vollständig erhalten - dargestellt waren Maßwerkornamente, Rosen, Fischblasenmuster - und überzieht die Wände und Gewölbe mit einem unbestimmten grünlichen Ton. Dazu das warme, bläuliche Rot des alten Backsteins und die strenge, noch ursprüngliche Bleiverglasung der Fenster. Ein schmales Holzkreuz von edlen Proportionen schließt die gerade Chorwand ab. Diese Kapelle könnte neben den berühmtesten der Christenheit bestehen.…“

## Nutzung
In Gebäuden der Burg sind unter anderem der Sitz des Amtes Ziesar, das Museum für brandenburgische Kirchen- und Kulturgeschichte des Mittelalters, die Fachbibliothek für Kirchen- und Kulturgeschichte, die Amtsbibliothek und ein Café untergebracht.

### Museum
Nach fünfjährigen Sanierungsarbeiten, die rund 5,2 Millionen Euro kosteten, wurde am 14. Mai 2005 das Museum für brandenburgische Kirchen- und Kulturgeschichte des Mittelalters in der alten Burg eröffnet. Das Museum thematisiert die geschichtlichen Zusammenhänge zwischen der Christianisierung und Herrschaftsbildung beziehungsweise Landesgründung im Mittelalter.

### Kapelle
Die Burgkapelle St. Peter und Paul ist eine Filialkirche der katholischen Pfarrei Genthin und wird zu regelmäßigen Gottesdiensten genutzt.
Im Zuge der Flucht und Vertreibung Deutscher aus Mittel- und Osteuropa 1945–1950 vergrößerte sich die Zahl der Katholiken im seit der Reformation protestantisch geprägten Ziesar erheblich. 1946 begann in Ziesar, deren Katholiken zuvor zur Filialvikarie Loburg gehörten, die Gründung einer katholischen Kirchengemeinde. Ihre Gottesdienste fanden bis 1952 in der evangelischen St.-Crucis-Kirche statt. 1951/52 wurde die Burgkapelle renoviert, am 28. September 1952 erfolgte die Weihe eines Altars. Nun nutzte die katholische Kuratie Ziesar, die 1956 zur Filialkirchengemeinde erhoben wurde und 2010 in der Pfarrei Genthin aufging, die Burgkapelle für ihre Gottesdienste.

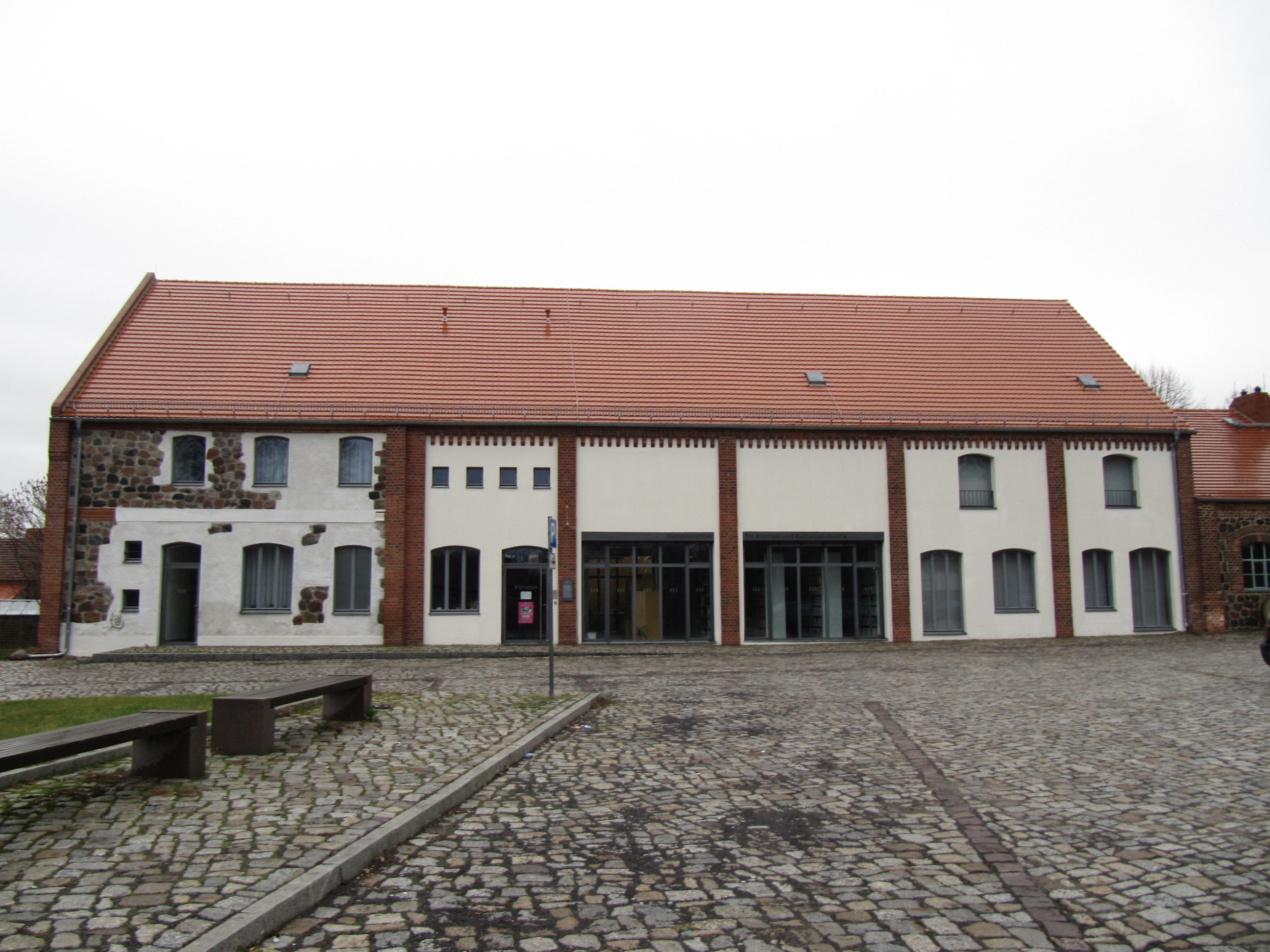
Gebäude 2 im unteren Burghof, von den Bibliotheken genutzt

### Bibliothek
In einem ehemaligen Wirtschaftsgebäude im unteren Burghof sind die Fachbibliothek für Kirchen- und Kulturgeschichte und die Amtsbibliothek des Amtes Ziesar untergebracht. Die Fachbibliothek verfügt über mehr als 50.000 Bücher. Sie wurde als wissenschaftliche Fachbibliothek für Ausbildung von Pfarrern in der ehemaligen DDR etabliert. Die thematischen Schwerpunkte liegen in der Theologie und Kirchengeschichte. Gegründet wurde die Einrichtung im Jahr 1953.